# Bernhard Bleeker
Pour les articles homonymes, voir Bleeker (homonymie).
Josef Bernhard Maria Bleeker (26 juillet 1881—11 mars 1968) est un sculpteur néoclassique allemand. Sculpteur de bustes et constructeur de monuments néo-classiques, il est considéré comme un des principaux représentants de l'École de sculpture de Munich.

## Biographie

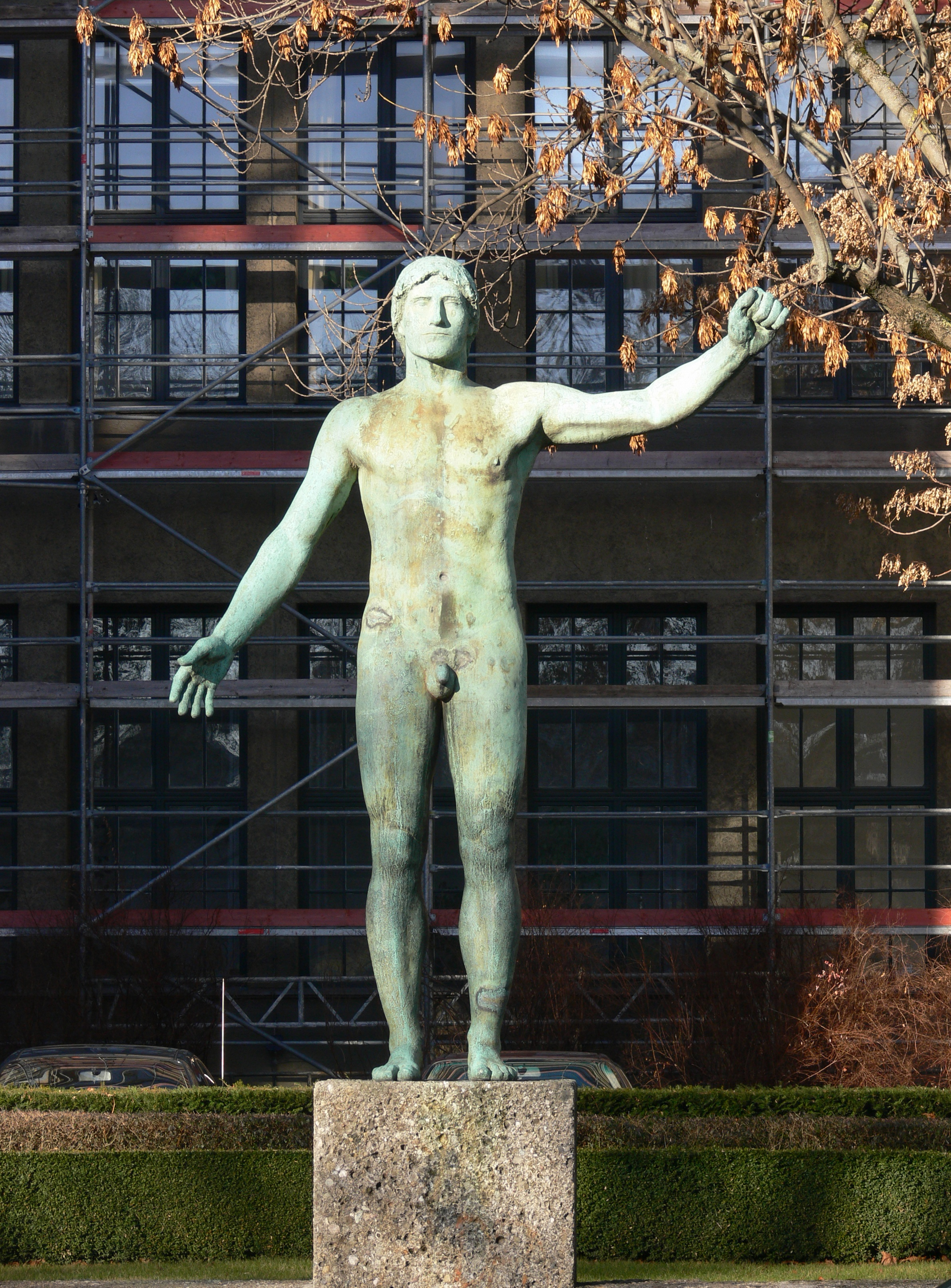
Der Rossbändiger (Le Dresseur de chevaux), 1931, devant l'Université technique de Munich.

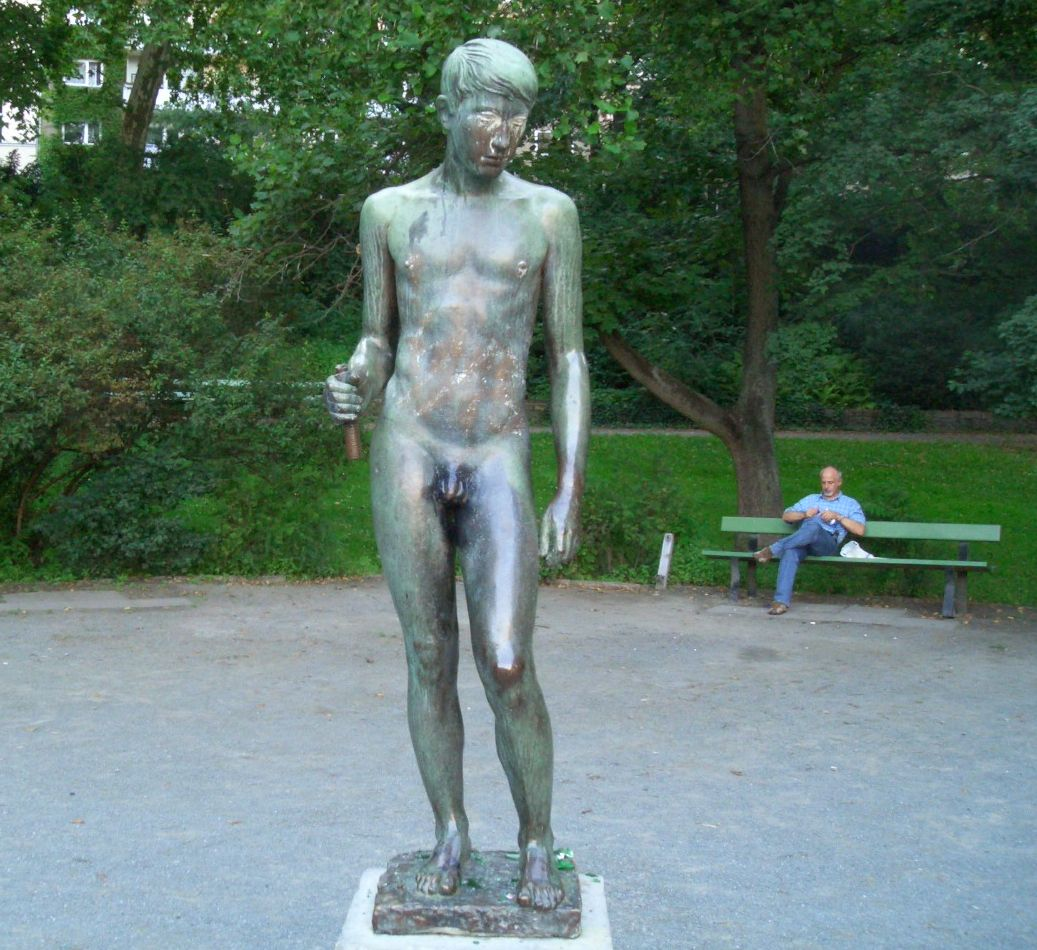
Speerträger (Porteur de lance), 1940, dans le parc de Lietzensee à Berlin-Charlottenburg.

Bernhard Bleeker est né le 26 juillet 1881 à Münster, en Westphalie. Après des études de tailleur de pierre à Münster et à Munich, il a travaillé à divers édifices dans cette ville. En 1903, il a reçu son premier contrat public pour l'édification d'un monument à Miesbach. Il a construit une fontaine avec une sculpture de l'archange Saint Michel terrassant le dragon. « Cette œuvre montre encore l'influence d'un style néobaroque typique, représenté par son maître Rümann et ses nombreux autres collègues artistes. » Plus tard, Bleeker passa sous l'influence d'Adolf von Hildebrand, probablement le sculpteur le plus important de cette période.
En 1912, il fit partie des fondateurs de la Nouvelle Sécession de Munich (de). En 1918, il commença à donner des cours à l'Académie des beaux-arts de Munich, dont il devint professeur à part entière (Ordentlicher Professor) en 1922.
« Sous le Troisième Reich, Bleeker, un artiste respecté, a souvent participé à des expositions de propagande, par exemple à la Grande Exposition d'art allemand à la Maison de l'Art de Munich. » Il a obtenu la commande d'un buste d'Adolf Hitler. Il y est revenu de nombreuses fois, livrant jusqu'en 1944 vingt-cinq bustes au Parti nazi. Ces rapports avec le régime lui ont coûté son poste à l'Académie de Munich en 1945.
En 1951 il a été réhabilité et est devenu membre de l'Académie des beaux-arts de Vienne et membre honoraire de l'Académie des beaux-arts de Munich. Il est mort dans cette ville en 1968.

## Sélection d'œuvres

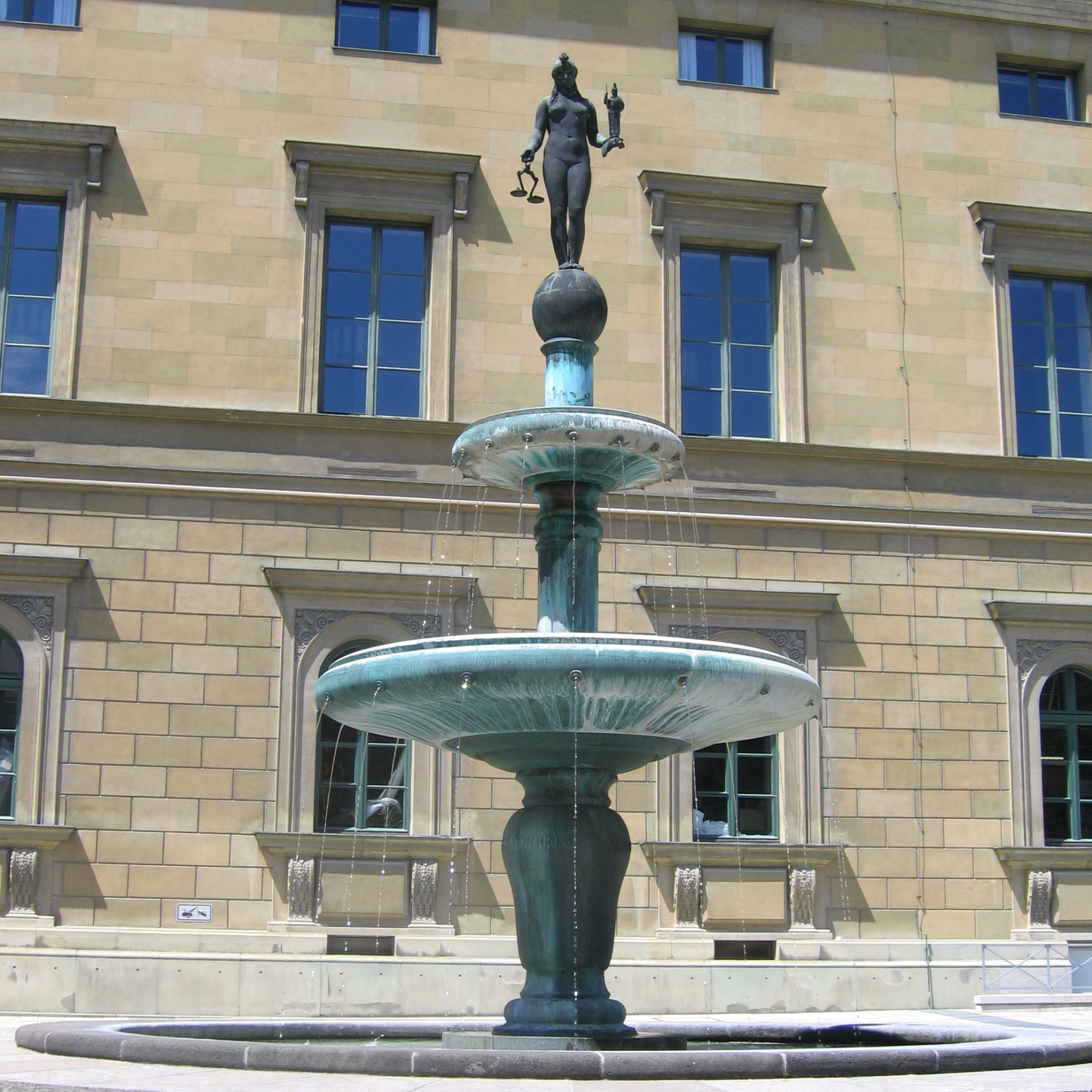
Fontaine du prince Rupprecht de Bavière à Munich, 1961.

(pour une liste complète, voir la note .)
- 1910-1911 : Buste du prince-régent Luitpold de Bavière
- 1924-25 : Toter Krieger (Soldat mort) dans la crypte du monument aux morts de l'Hofgarten de Munich
- 1931 : Der Rossebändiger (Le Dresseur de chevaux) à l'Université technique de Munich, son œuvre la plus connue. Lourdement endommagé au cours de la Seconde Guerre mondiale, le cheval a dû être fondu. Une copie du groupe se trouve aujourd'hui devant l'Alte Pinakothek[4]. – Bustes de Friedrich Ebert, Max Liebermann, Paul von Hindenburg et Max Slevogt.
- 1935 : Une autre version du Soldat mort pour la crypte Hindenburg du Monument de Tannenberg.
- 1944 : Monument à August Neidhardt von Gneisenau à Posen (aujourd'hui Poznań, en Pologne).

## Récompenses et distinctions
- 1917 : Königliche Ludwigs-Medaille in Gold (médaille d'or du roi Louis)[4]
- 1928 : Ordre bavarois de Maximilien pour la science et l'art[2]
- 1930 : Membre de l'Académie des arts de Berlin[5].
- 1956 : Prix de la culture de la ville de Munich[6].
- 1961 : Médaille d'or d'honneur de la ville de Munich[7].